# Зарбек
Зербек (нім. Saerbeck, [ˌzɑːˈbɛk]) — місто в Німеччині, знаходиться в землі Північний Рейн-Вестфалія. Підпорядковується адміністративному округу Мюнстер. Входить до складу району Штайнфурт.
Площа — 58,98 км2. Населення становить 7088 ос. (станом на 31 грудня 2020).